# 호리우치 요타
호리우치 요타(일본어: 堀内 陽太, 2004년 7월 8일~)는 일본의 축구 선수이다.

## 구단 경력
그는 2023년 J3리그의 우라와 레즈에 입단했다. 2025년 J3리그의 도치기 SC로 이적했다.